# سیمین‌ماهی‌های جنوبی
سیمین‌ماهی‌های جنوبی (نام علمی: Retropinna) نام یک سرده از راسته سیمین‌ماهی‌سانان است.

## گونه ها
- سیمین‌ماهی نیوزیلندی (J. Richardson, 1848) (Cucumberfish, New Zealand smelt)
- سیمین‌ماهی استرالیایی (M. C. W. Weber, 1895) (Australian smelt)
- سیمین‌ماهی تاسمانی McCulloch, 1920 (Tasmanian smelt)